# Trgovišće
Trgovišće is een plaats in de gemeente Hrašćina in de Kroatische provincie Krapina-Zagorje. De plaats telt 68 inwoners (2001).